# Aphytis ignotus
Aphytis ignotus är en stekelart som beskrevs av Compere 1955. Aphytis ignotus ingår i släktet Aphytis och familjen växtlussteklar. Inga underarter finns listade i Catalogue of Life.